# Ludger Jonas

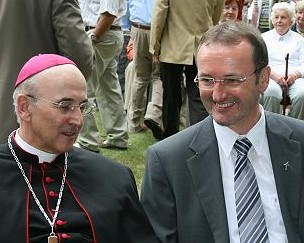
Domkapitular Ludger Jonas (rechts) im Gespräch mit Bischof Felix Genn.

Ludger Jonas (* 8. Februar 1957 in Waltrop) ist ein deutscher katholischer Pfarrer und Domkapitular des Bistums Münster.

## Leben und Wirken
Ludger Jonas wurde am 8. Februar 1957 in Waltrop geboren und wuchs in Cappenberg auf. Nach dem Besuch des Gymnasiums St. Christophorus in Werne studierte Jonas ab dem Wintersemester 1977 Theologie an der Westfälischen Wilhelms-Universität in Münster und von 1979 bis 1980 an der Universität Regensburg. Sein Diplom in Theologie legte er am 12. August 1982 an der Katholischen Fakultät der Westfälischen Wilhelmsuniversität ab. Nach Absolvierung des Diakonatskurses im Bischöflichen Priesterseminar Münster wurde er am 9. Januar 1983 vom damaligen Bischof Reinhard Lettmann zum Diakon geweiht. Daran schloss sich ein einjähriges Diakonat in der Pfarrgemeinde St. Laurentius, Langförden im Oldenburger Münsterland an. Nach der Priesterweihe am 10. Juni 1984 im St.-Paulus-Dom zu Münster folgten Kaplansjahre an St. Mauritius in Ibbenbüren (1984–1988) und St. Bartholomäus in Ahlen (1988–1993).

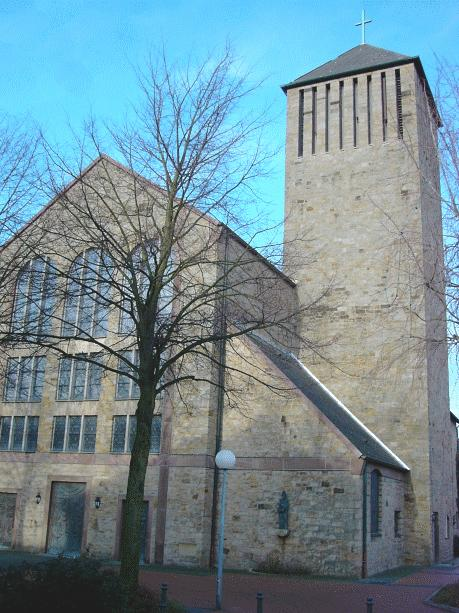
Von 1993 bis 2011 war Ludger Jonas Pfarrer von St. Dionysius in Recke (Westf.)

Am 28. November 1993 wurde Jonas als Pfarrer von St. Dionysius in Recke eingeführt. Vom 15. August 1998 bis zum 15. August 2010 war er außerdem Dechant des Dekanats Mettingen.
Neben seiner theologischen Ausbildung durchlief Ludger Jonas von 1987 bis 1989 eine Ausbildung in analytischer Gruppenpsychotherapie an der Universität Hamburg (Universitätsklinikum Hamburg-Eppendorf) und im Referat Ehe-, Familien und Lebensberatung im Bistum Osnabrück. Von 1992 bis 1996 erfolgte eine Ausbildung zum Ehe-, Familien- und Lebensberater bei der Katholischen Bundesarbeitsgemeinschaft für Beratung e.V.
Am 13. Dezember 2007 wurde Ludger Jonas von Bischof Lettmann zum nichtresidierenden Domkapitular am St.-Paulus-Dom in Münster ernannt. Das Domkapitel, das den engsten Kreis der Bistumsleitung bildet und auch einen neuen Bischof wählt, besteht aus zehn residierenden (das heißt am Bischofssitz wohnenden) und sechs nicht residierenden Domkapitularen. In dieser Funktion war er Ende 2008 auch an der Wahl von Lettmanns Nachfolger im Bischofsamt, Felix Genn, beteiligt.
Seit dem 11. September 2011 war Jonas als Pfarrer der Bockum-Höveler Pfarrei Heilig Geist eingesetzt. Darauf verständigten sich Bistum und Gemeinde im März 2011. Nach einer Auseinandersetzung in der Pfarrei und einer von 500 Gemeindegliedern unterstützten Petition für den Verbleib eines anderen Pfarrers der Pfarrei, der versetzt werden sollte, trat Jonas am 24. November 2017 von seinem Amt als leitender Pfarrer zurück. Seit August 2018 war er Pfarrer der Pfarrei St. Margaretha in Emstek. Im Juli 2022 wurde er zum Pfarrer in St. Sixtus Haltern mit Wirkung vom 1. August 2022 ernannt.
In der Seelsorge legt Jonas besonderen Wert auf die Arbeit mit Familien und steht für eine Präsenz der Kirche in der Arbeitswelt. Als Zeichen der Solidarität mit den im Bergbau beschäftigten Menschen organisiert er seit Jahren für Priester des Dekanates Mettingen Grubenfahrten im Bergwerk Ibbenbüren. Ebenso gilt er als Förderer der Hospizarbeit und rief unter anderem Anfang 2007 die ökumenische Hospizstiftung Haus St. Benedikt mit Sitz in Recke ins Leben. 